# Laundry Day
Laundry Day was een Belgisch dancefestival in Antwerpen. Het festival ontstond in 1998 in de Antwerpse Kammenstraat. Het werd elk jaar op de eerste zaterdag van september gehouden en was zo een van de laatste grote festivals van de festivalzomer in België. Laundry Day stond bekend om line-ups met voornamelijk Belgische deejays. In de festivalwereld is een line-up de namenlijst van musici, bands of dj's die er optreden. Soms kan de line-up ook de bezetting (de namenlijst van spelers) van een popgroep zelf of van een muziekgezelschap zijn. De organisatie mengde oud met jong talent. Laundry Day begon naar traditie om twaalf uur 's middags en eindigde om middernacht. Bij de edities van Laundry Day in 2005, 2006, 2007 en 2008 hoorde ook een Laundry Night, als afterparty van het feest overdag. 

## Geschiedenis
Laundry Day begon als een straatfeestje, georganiseerd door Luc Carpentier, die, samen met zijn zus Mich, de toenmalige eigenaar was van de tweedehandswinkel Naughty I in de Kammenstraat, nabij de Nationalestraat, in het centrum van de Antwerpse modewijk gelegen. De link tussen Laundry Day en mode was nooit ver weg.
Jaar na jaar groeide de mond-tot-mondreclame: middels "buzzmarketing" werd zoveel mogelijk aandacht gevestigd op dit straatfeestje, via zowel social media kanalen als persoonlijke contacten met vrienden en familie. Ook het aantal deejays en vooral het aantal bezoekers groeide. Laundry Day stond bekend om zijn eigen karakter en uitstraling. Het festival probeerde met tienduizenden festivalbezoekers toch een intiem en vrolijk feestje te bouwen, om zo het oorspronkelijke "straatkarakter" te behouden. 
Op zo'n dertien podia waren de meest uiteenlopende muziekstijlen te horen, variërend van house tot urban, hardstyle tot electro en techno tot drum 'n bass. Laundry Day werd een volwaardig muziekfestival dat zich tot de grootste muziekfestivals van de Belgische festivalzomer mocht rekenen. 
Na de 20e verjaardag van dit festival zetten de organistoren per 2018 een punt achter Laundry Day. In plaats ervan kwam het Fire Is Gold festival, dat in 2017 voor het eerst was georganiseerd in Vilvoorde. In 2019 vond het Fire Is Gold festival voor het eerst plaats aan de Middenvijver op Linkeroever, waar ook de laatste edities van Laundry Day werden georganiseerd. Fire Is Gold eindigt de zomer evenzo traditioneel al feestend in Antwerpen op de eerste zaterdag in september. Omdat dit festival groeit vond het op 3 september 2022 op een nieuwe locatie met meer ruimte plaats: in Park Spoor Oost te Antwerpen.

## Verhuizing Kammenstraat-Eilandje
Het Laundry Day festival verhuisde in 2005 van de Kammenstraat naar 't Eilandje, de woonwijk in de haven van Antwerpen-Noord. 

## Verhuizing Eilandje-Nieuw Zuid
In 2009 verhuisde Laundry Day van 't Eilandje naar het Nieuw Zuid. Aan de Ledeganckkaai, op de terreinen achter het Vlinderpaleis, werd 15.000 m² braakliggend stuk grond gesaneerd en aangelegd als festivalterrein. Ook in 2010, 2011, 2012, 2013 en 2014 ging het festival door op het Nieuw Zuid.

## Verhuizing Nieuw Zuid-Middenvijver (Linkeroever)
In 2015 kreeg het festival een nieuwe locatie en vond het voor het eerst plaats aan de Middenvijver op Linkeroever in Antwerpen.

## Geschiedenis podia en programma

### 1998
- Kammenstraat
- 2 live bandjes
- 1 discobar
- 500 festivalgangers[bron?]

### 1999
- Kammenstraat
- 8 dj's, waaronder Buscemi
- 2000 festivalgangers[bron?]

### 2000
- Kammenstraat
- 2 podia
- 17 dj's, waaronder DJ Prinz
- 2000 festivalgangers[bron?]
- Gratis

### 2001
- Kammenstraat
- 3 podia
- 30 dj's, waaronder DJ Prinz, Plastyk Buddha, Smos & Baby B.
- Kleine 10.000 festivalgangers[bron?]

### 2002
- Kammenstraat
- 5 podia
- 40 dj's, waaronder Discobar Galaxie, Sven Van Hees
- 20.000 festivalgangers[bron?]

### 2003
- Kammenstraat, Lombardenvest, Vrijdagmarkt
- 7 podia
- 56 dj's
- 25.000 festivalgangers[bron?]

### 2004
- Kammenstraat
- 6 podia
- meer dan 60 dj's, waaronder Guy Ohm, Kaye Styles, Turntable Dubbers
- 30 à 40.000 festivalgangers[bron?]

### 2005
- 't Eilandje
- 6 podia
- 64 dj's, waaronder C.J. Bolland, Discobar Galaxie, Steve & Phil
- bijna 50.000 festivalgangers[bron?]

### 2006
- 't Eilandje
- 6 podia
- 65 dj's, waaronder Afroman, Q-ic, Sweet Coffee, TLP
- meer dan 50.000 festivalgangers[bron?]

### 2007
- 't Eilandje
- 10 podia
- meer dan 100 dj's, waaronder Ed & Kim, Guy Ohm, Afroman, Stereofocus
- Live-groepen waaronder Tripoli
- meer dan 50.000 festivalgangers[bron?]

### 2008
- 't Eilandje
- 13 podia
- ongeveer 150 dj's, waaronder Cosy Mozzy, Davidov, Geht's noch?, N8N, Shameboy, Sven Van Hees
- 60.000 festivalgangers[bron?]

### 2009
- Nieuw-Zuid
- 14 podia
- ongeveer 110 Dj's
- 67.000 festivalgangers[bron?]

### 2010
- Nieuw-Zuid
- 13 podia
- Thema: Asia
- meer dan 120 artiesten,
- meer dan 60.000 festivalgangers[bron?]

### 2011
- Nieuw-Zuid
- 13 podia
- Thema: Circus
- meer dan 130 dj-sets en acts.
- meer dan 60.000 festivalgangers[bron?]

### 2012
- Nieuw-Zuid
- 11 podia
- Thema: Prophets
- 1 september 2012[bron?]

### 2013
- Nieuw-Zuid
- 11 podia
- Thema: Space
- 7 september 2013
- 64.500 festivalgangers[bron?]

### 2014
- Nieuw-Zuid
- 9 podia
- Thema: Powder to the people
- 6 september 2014
- 65.000 festivalgangers[1]

### 2015
- Middenvijver
- 8 podia
- 5 september 2015
- 65.000 festivalgangers[2]

### 2016
- Middenvijver
- 12 podia
- 120 acts
- 3 september 2016
- 34.000 festivalgangers[3]

### 2017
20ste verjaardag van het festival
- Middenvijver
- 2 september 2017
- Nieuwe setting
- Samenwerking met beste Antwerpse communities, clubs en muziekpartners.
- 11 podia: GEEN main-stage meer maar wel een Live-stage met artiesten als Bazart, Warhola en Tout Va Bien.
- 10 muziekgenre's, 94 acts
- 30.000 festivalgangers